# Vaudemange
Vaudemange település Franciaországban, Marne megyében. Lakosainak száma 340 fő (2022. január 1.). Vaudemange Aigny, Ambonnay, Billy-le-Grand, Les Grandes-Loges, Isse, Livry-Louvercy és Trépail községekkel határos.

## Népesség
A település népessége az elmúlt években az alábbi módon változott:
| Lakosok száma | 196  | 196  | 185  | 298  | 299  | 303  | 309  | 323  | 334  | 340  |
|               | 1968 | 1982 | 1990 | 2006 | 2013 | 2015 | 2017 | 2019 | 2020 | 2022 |